# Мостовська сільська рада (Варгашинський район)
Мостовська́ сільська рада (рос. Мостовской сельский совет) — сільське поселення у складі Варгашинського району Курганської області Росії.
Адміністративний центр — село Мостовське.

## Історія
4 березня 2020 року була ліквідована Уральська сільська рада, її територія увійшла до складу Мостовської сільської ради.

## Населення
Населення сільського поселення становить 2159 осіб (2017; 2421 у 2010, 2940 у 2002).

## Склад
До складу сільського поселення входять:
| Населений пункт           | Населення, осіб (2002) | Населення, осіб (2010) |
| ------------------------- | ---------------------- | ---------------------- |
| Барнаул, присілок         | 4                      | 1                      |
| Велике Молотово, присілок | 203                    | 105                    |
| Заложне, присілок         | 138                    | 121                    |
| Заозерна, присілок        | 99                     | 77                     |
| Мостовське, село          | 1722                   | 1544                   |
| Новий Путь, присілок      | 27                     | 9                      |
| Урал, присілок            | 288                    | 198                    |
| Яблучне, село             | 459                    | 366                    |